# Classe Zara (1879)
A Classe Zara foi a primeira classe de cruzadores torpedeiros operada pela Marinha Austro-Húngara, composta pelo SMS Zara, SMS Spalato e SMS Sebenico. Suas construções começaram em 1878 e 1880 no Arsenal Naval de Pola e Stabilimento Tecnico Triestino, sendo lançados ao mar em 1879 e 1882 e comissionados na frota austro-húngara entre 1881 e 1882. As embarcações foram encomendadas como um meio mais barato para defender o litoral austro-húngaro e como plataformas para uso do recém-desenvolvido torpedo Whitehead. A classe passou por um longo processo de projeto, porém os navios foram considerados fracassos devido a uma velocidade máxima abaixo do esperado.
Os navios da Classe Zara eram armados com uma bateria principal de quatro canhões de 87 milímetros em montagens únicas e quatro tubos de torpedo de 350 milímetros também em montagens únicas. Tinham um comprimento de fora a fora de 62 metros, boca de oito metros, calado de quatro metros e um deslocamento de mais de oitocentas toneladas. Seus sistemas de propulsão eram compostos por dois mastros a vela e cinco calderas a carvão que alimentavam dois motores compostos, que por sua vez giravam duas hélices até uma velocidade máxima de doze nós (23 quilômetros por hora). A única blindagem que os navios tinham era um convés de apenas dezenove milímetros de espessura.
Os cruzadores passaram a maior parte de suas carreiras na reserva devido às suas deficiências de velocidade, sendo reativados apenas periodicamente para participarem dos exercícios de treinamento da frota. O Sebenico participou em 1897 de um bloqueio e demonstração naval internacional da ilha de Creta durante uma revolta local, afundando um navio grego que tentava furar o bloqueio. As embarcações da classe atuaram como navios de treinamento até o começo da Primeira Guerra Mundial em 1914, quando foram usados como navios de guarda, mas nunca chegaram a entrar em combate. Foram tomados como prêmios de guerra pela Itália ao final do conflito e desmontados em 1920.

## Desenvolvimento
O vice-almirante Friedrich von Pöck, o comandante da Marinha Austro-Húngara, não conseguiu no decorrer da década de 1870 garantir orçamentos suficientes para a construção de navios ironclad. Incapaz de fortalecer sua frota, Pöck recorreu a meios mais baratos para defender o litoral da Áustria-Hungria, incluindo o desenvolvimento de minas navais e torpedos autopropulsados. A Comissão de Teste de Torpedos recomendou em março de 1872 que um novo navio de guerra fosse construído para utilizar o torpedo Whitehead, que tinha sido desenvolvido na década anterior. Pöck decidiu aguardar um relatório do capitão de fragata Hermann von Spaun, o adido naval no Reino Unido, que estava observando desenvolvimentos britânicos, incluindo a construção da canhoneira-torpedeira HMS Vesuvius. A Comissão de Artilharia e a Comissão de Construção Naval se reuniram em 15 de janeiro de 1875 para começarem o processo de projeto de uma embarcação armada com torpedos. Enquanto isso, Pöck encomendou o Torpedoboot I, o primeiro barco torpedeiro austro-húngaro, de um estaleiro britânico, seguido por mais cinco construídos no Reino Unido e outros quatro de estaleiros nacionais. As comissões estavam preocupadas com várias questões fundamentais, incluindo se a embarcação deveria ter blindagem ou não, se deveria usar apenas torpedos Whitehead ou se também carregaria torpedos rebocados, como seria o sistema de propulsão, se incluiria mastros com velas e que velocidade ela deveria ser capaz de alcançar.
A Comissão de Construção Naval recomendou a construção de um navio com blindagem pesada para protegê-lo de disparos inimigos, um ou dois canhões de 100 milímetros na proa, lançadores no convés para os torpedos Whitehead e torpedos rebocados para serem usados defensivamente em caso abalroamento. Os lançadores teriam seis torpedos cada. A embarcação deveria ser capaz de uma velocidade de pelo menos quinze nós a partir de um sistema de propulsão com duas hélices, não sendo equipado com mastros para velas. Uma proposta alternativa também foi criada para um navio menor, sem blindagem com apenas dois a quatro canhões pequenos, caso a embarcação preferível não conseguisse chegar na velocidade desejada. A Comissão de Artilharia propôs um projeto menor com blindagem suficiente e alta velocidade, mas sem armas. Ela argumentou que tentar construir aquilo que descreveram como um "navio de guerra universal", a primeira proposta da Comissão de Construção Naval, não era aconselhável, pois os torpedos ainda estavam em fase de desenvolvimento e uma embarcação desse tipo seria arriscada e cara, considerando os orçamentos limitados da época. A Comissão de Teste de Torpedos recomendou um navio com tubos de torpedo submersos, uma proa com rostro, convés e cinturão blindados e duas torres de artilharia grandes se fosse possível instalá-las sem comprometer a capacidade do navio de suar seus torpedos eficientemente. Caso os tubos de torpedo submersos não pudessem funcionar nas laterais, a embarcação deveria incluir dois lançadores no convés com pelos menos cinco tubos cada, quatro canhões grandes e uma velocidade suficiente para poder acompanhar os ironclads da frota.
Pöck realizou uma reunião em 26 de março para discutir as propostas. Foi feita a sugestão de que eles deveriam aguardar desenvolvimentos na tecnologia de torpedos e incorporar as armas no próximo ironclad que conseguissem financiamento para a construção. Josef von Romako, Construtor Chefe da Marinha Austro-Húngara, salientou que tal embarcação precisaria ser muito grande para que pudesse alcançar as velocidades elevadas o bastante a fim de operar os torpedos eficientemente. A reunião terminou com o consenso de que o novo navio deveria ser construído como uma embarcação apenas para torpedos, sem blindagem ao armas grandes. Nesse meio tempo, Spaun fez seu relatório sobre as atividades britânicas, que incluíam a finalização do Vesuvius e a introdução de propulsão com duas hélices. Ele também relatou sobre a construção e testes marítimos do SMS Zieten, um aviso torpedeiro construído pelos britânicos para a Marinha Imperial Alemã. O Zieten mostrou-se rápido e manobrável, qualidades que o fizeram adequado para treinamentos e desenvolvimento de torpedos alemães. Pöck decidiu em janeiro de 1877 que um novo navio incorporaria o requerimento de duas hélices e quinze nós da Comissão de Construção Naval. Um engenheiro chamado Andressen começou a trabalhar no projeto em 30 de janeiro, incluindo dois canhões de 240 milímetros em casamatas blindadas. Pöck destacou que a embarcação não deveria ter canhões grandes e que duas armas de 120 milímetros sem blindagem seria suficiente; a única blindagem que deveria ter era um convés curvado de proteção. Andressen preparou mais três projetos, que muito variavam em dimensões, deslocamento e armamento.
Todas as propostas de Andressen foram rejeitadas por Pöck, já que não incorporavam as características especificadas na reunião de março de 1875. Romako assumiu os trabalhos em 1878 e preparou o projeto da classe, com a primeira embarcação tendo sua construção iniciada em 1º de agosto. Romako baseou seu projeto no Zieten, porém a embarcação alemã era significativamente mais rápida que a Classe Zara, parcialmente devido ao fato de que o Zieten era mais comprido, mais leve e com linhas de casco mais refinadas. Além disso, os motores e caldeiras usados na Classe Zara não aguentavam pressões tão altas quanto aqueles do Zieten, consumindo carvão excessivamente.

## Projeto

### Características
O Zara e o Spalato tinham 62,71 metros de comprimento de fora a fora e 55 metros de comprimento entre perpendiculares. Tinham uma boca de 8,22 metros e calado de 4,1 metros. O Sebenico foi construído com o projeto ligeiramente em uma tentativa de retificar a incapacidade de seus dois irmãos de chegar na velocidade projetada. Este tinha 64,91 metros de comprimento de fora a fora e 57,2 metros de comprimento entre perpendiculares, com uma boca de 8,24 metros e calado de 4,2 metros. O deslocamento do Zara e do Spalato era de 846 toneladas, enquanto do Sebenico era de 896,3 toneladas. Cada navio tinha uma tripulação de treze oficiais e 135 marinheiros.
O sistema de propulsão das embarcações consistia em dois motores a vapor compostos verticais de dois cilindros, com o vapor provindo de cinco caldeiras cilíndricas que queimavam carvão. A exaustão das caldeiras era unida e despejada por meio de uma única chaminé localizada a meia-nau. Os motores giravam duas hélices de bronze com 2,74 metros de diâmetro. O Zara alcançou uma velocidade máxima de 14,29 nós (26,47 quilômetros por hora) durante seus testes marítimos a partir de 1,8 mil cavalos-vapor (1 320 quilowatts) de potência, de longe o navio mais rápido da classe, porém ainda assim abaixo da velocidade projetada. O Spalato alcançou 12,63 nós (23,39 quilômetros por hora) a partir de 1 370 cavalos-vapor (1 010 quilowatts), enquanto o Sebenico chegou a 12,81 nós (23,72 quilômetros por hora) com 1 598 mil cavalos-vapor (1 180 quilowatts). Cada navio também tinha um arranjo de velas bergantim em dois mastros a fim de suplementar seus motores, tendo uma área total de vela de 275,6 metros quadrados.
O armamento dos navios consistia em quatro canhões retrocarregáveis calibre 24 de 87 milímetros instados em montagens únicas, mais  um canhão retrocarregável calibre 15 de 66 milímetros mais duas metralhadoras Nordenfeld de 25 milímetros. O Zara e o Spalato foram equipados com quatro tubos de torpedo de 350 milímetros. Os tubos foram instalados individualmente: dois ficavam na proa e os outros dois nas laterais em montagens no convés. O Sebenico foi equipado com apenas um tubo de torpedo na proa e submerso abaixo da linha d'água. As três embarcações eram protegidas apenas com um fino convés blindado de dezenove milímetros de espessura.

### Modificações
Os navios passaram por várias modificações em uma tentativa de retificar seus problemas de velocidade. Os três tiveram seus eixos das hélices alongados e suas hélices originais substituídas por modelos maiores feitos de aço, porém isso não melhorou suas performances. O Sebenico recebeu as alterações mais radicais: sua popa foi alongada a fim de permitir linhas do casco mais refinadas, o que melhorou seu formado hidrodinâmico, mas isso não resultou em uma melhora significativa na velocidade. Por essa diferença no casco, o Sebenico algumas vezes não é incluído como membro da Classe Zara. As três embarcações receberam novas caldeiras entre 1898 e 1901.
Todos os três foram equipados com vários canhões de 47 milímetros em meados da década de 1880; estes incluíram um canhão revólver Hotchkiss na proa e quatro canhões de disparo rápido de cano único nas laterais. O Spalato recebeu uma variedade de armas diferentes em 1897 para que pudesse ser usado como navio de treinamento da escola de artilharia. Estes incluíram um canhão calibre 40 de 150 milímetros, dois canhões calibre 26 de 120 milímetros, um calibre 44 de 47 milímetros e dois de 37 milímetros, com dois dos canhões de 87 milímetros tendo sido removidos para liberar espaço. Muitas destas armas tinham sido removidas até 1901, deixando apenas dois de 120 milímetros, uma de 66 milímetros, duas de 47 milímetros e uma de 37 milímetros. O Sebenico passou por modificações semelhantes em 1903, recebendo dois canhões de 120 milímetros, um de 66 milímetros, quatro calibre 33 de 47 milímetros, outros quatro calibre 44 de 47 milímetros, dois calibre 23 de 33 milímetros, dois canhões automáticos de 37 milímetros e duas metralhadoras de 8 milímetros. Ele também recebeu uma arma de 100 milímetros em algum momento antes de 1914. O armamento do Zara em 1917 era de dois canhões de 66 milímetros, quatro calibre 33 de 47 milímetros e quatro calibre 44 de 47 milímetros, mais seus dois tubos de torpedo da proa.

## Navios
| Navio    | Construtor                     | Homônimo | Batimento            | Lançamento              | Comissionamento     | Destino                | Refs        |
| -------- | ------------------------------ | -------- | -------------------- | ----------------------- | ------------------- | ---------------------- | ----------- |
| Zara     | Arsenal Naval de Pola          | Zara     | 1º de agosto de 1878 | 13 de novembro de 1879  | 17 de julho de 1882 | Desmontados em 1920–21 | [ 7 ] [ 8 ] |
| Spalato  | Stabilimento Tecnico Triestino | Spalato  | setembro de 1878     | 30 de agosto de 1879    | setembro de 1881    | Desmontados em 1920–21 | [ 7 ] [ 8 ] |
| Sebenico | Arsenal Naval de Pola          | Sebenico | 20 de julho de 1880  | 22 de fevereiro de 1882 | dezembro de 1882    | Desmontados em 1920–21 | [ 7 ] [ 8 ] |

## História

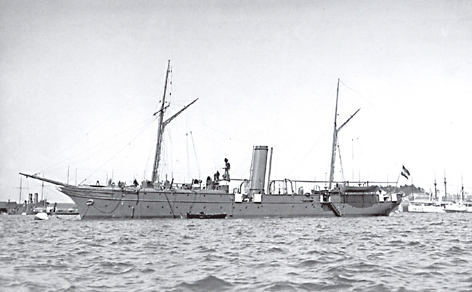
O Sebenico em 1885

Os cruzadores da Classe Zara não tiveram um serviço ativo significativo devido sua performance ruim. Eram muito lentos para serem usados em ações de reconhecimento ou como líderes de flotilha, enquanto seu armamento era muito fraco para protegerem barcos torpedeiros de contratorpedeiros. Consequentemente, passaram a maior parte das décadas de 1880 e 1890 na reserva, reativados apenas para exercícios de treinamento. O Sebenico voltou para o serviço ativo em 1893, alternando deveres no mar com a esquadra de treinamento e serviços portuários como navio-escola para pessoal de engenharia. O Spalato foi designado em 1897 para a escola de artilharia, enquanto o Zara voltou ao serviço para uso da escola de torpedos. No mesmo ano, o Sebenico foi enviado para Creta a fim de participar de uma demonstração naval internacional durante uma revolta contra o domínio otomano. O Sebenico nesse período interceptou e afundou uma embarcação grega que estava tentando furar o bloqueio. Pelos cinco anos seguintes o navio serviu em várias funções auxiliares, for fim juntando-se ao Spalato na escola de artilharia em 1903. Os três cruzadores serviram em suas funções de treinamento até o início da Primeira Guerra Mundial em julho de 1914, quando foi usados como navios de guarda.
Os navios não participaram de ações durante a guerra, em parte pela natureza da Campanha do Adriático. A Marinha Austro-Húngara e a Marinha Real Italiana, sua principal oponente, adotaram estratégias extremamente cautelosas, pois nenhum lado queria arriscar sua frota nos confins do Mar Adriático, onde minas navais e embarcações rápidas armas com torpedos podiam operar eficientemente. O Zara ficou estacionado na Baía de Cátaro e o Sebenico protegeu o porto de sua cidade homônima, enquanto o Spalato proporcionou defesa do lado de fora de Pola. O Zara foi transferido para Pola em junho de 1917, mas no caminho sofreu uma série explosão que causou grandes danos na sua proa. Uma investigação determinou que o acidente foi causado pelo deterioração das ogivas de seus torpedos. Reparos completos foram realizados e ele finalmente juntou-se à defesa de Pola. O Sebenico foi tirado de suas funções de guarda em 1918 e designado para a escola de torpedos. Os três cruzadores foram tomados como prêmios de guerra pelos Aliados após a derrota austro-húngara no final de 1918, com todos tendo sido entregues à Itália em 1920, que imediatamente os vendeu para desmontagem.

### Citações
1. ↑   Sondhaus 1994, pp. 51–53
2. ↑   Bilzer 1990, pp. 16–17
3. ↑   Bilzer 1990, pp. 18–19
4. ↑   Bilzer 1990, pp. 19–21
5. 1 2   Bilzer 1990, pp. 21–22
6. ↑   Bilzer 1990, pp. 21, 24
7. 1 2   Bilzer 1990, p. 25
8. 1 2 3 4   Sieche 1985, p. 331
9. 1 2 3   Bilzer 1990, pp. 21, 24–25
10. 1 2 3   Greger 1976, p. 103
11. ↑   Bilzer 1990, pp. 22–24, 27
12. ↑   Bilzer 1990, pp. 22, 23, 27
13. ↑   Bilzer 1990, p. 24
14. ↑   Bilzer 1990, p. 27
15. ↑   Bilzer 1990, p. 17
16. 1 2 3   Bilzer 1990, pp. 22–27
17. ↑   Sondhaus 1994, p. 132
18. ↑   Halpern 1995, pp. 141–142